# Nazionale maschile di rugby a 15 della Cambogia
La nazionale di rugby XV della Cambogia è inclusa nel terzo livello del rugby internazionale.
Il rugbista della Nazionale Francese e del Montpellier François Trinh-Duc, di origini vietnamite, è un promotore dello sport del Rugby in Cambogia, ed in associazione con la società di beneficenza PSE (Pour un Sourire d'Enfant), ha organizzato diverse azioni per raccogliere fondi a favore del Rugby Cambogiano